# Hervé Renaudin
Hervé Jean Luc Renaudin (ur. 22 lipca 1941 w Paryżu, zm. 18 stycznia 2003) – francuski duchowny katolicki, biskup diecezji Pontoise w latach 2001-2003.

## Życiorys
Święcenia kapłańskie przyjął 26 czerwca 1971. Był m.in. narodowym kapelanem organizacji Scouts unitaires de France (1983-1987) oraz profesorem seminarium w Issy les-Moulineaux (1998-2000).

### Episkopat
30 listopada 2000 został mianowany przez papieża Jana Pawła II biskupem diecezji Pontoise. Sakry biskupiej udzielił mu 7 stycznia 2001 ówczesny arcybiskup Paryża, kard. Jean-Marie Lustiger.
Zmarł na nowotwór 18 stycznia 2003.